# Paletten-Doktorfisch
Der Paletten-Doktorfisch (Paracanthurus hepatus) gehört als einzige Art der Gattung Paracanthurus zu der Familie der Doktorfische.

## Beschreibung
Paletten-Doktorfische weisen wie alle Doktorfische am Ansatz der Schwanzwurzel „Skalpelle“ oder Knochenklingen auf. Die Fische nutzen diese zur Verteidigung.
Paletten-Doktorfische sind im Indopazifik von Ostafrika bis Japan und Samoa verbreitet.
Sie leben bevorzugt in Außenriffen, als Jungtiere im Schwarm, erwachsen in Paaren oder einzeln. Im Unterschied zu anderen Doktorfischen, die meist Aufwuchsfresser sind, jagt der Paletten-Doktorfisch im freien Wasser nach Plankton.
Wegen ihrer prächtigen Farben sind Paletten-Doktorfische bei Meerwasseraquarianern sehr beliebt, doch ist zu bezweifeln, dass sie bei einer maximalen Länge von 30 cm wirklich artgerecht gehalten werden können.
Der Paletten-Doktorfisch ist besonders durch seinen seitlich zusammengedrückten, eiförmigen Körper zu erkennen. Charakteristisch für diese Art sind auch die langen Rücken- und Afterflossen sowie die steil abfallende Stirn. Der Körper des Paletten-Doktorfisches ist dunkelblau und hat eine auffällige, schwarze Zeichnung sowie eine gelbe Schwanzflosse. Seine großen Augen lassen darauf schließen, dass er auch an dunklen und trüben Orten ausgezeichnet sehen kann. Er kann 20 Jahre alt werden und ist ca. 15–30 cm groß. Männchen sind etwas größer als Weibchen.
Der Paletten-Doktorfisch lebt in küstennahen Riffen bis 40 m Tiefe im Indo-Pazifik zwischen Korallen und Felsspalten. Er ernährt sich vorwiegend von Algen. Wie alle Doktorfische hat er am Schwanzstiel einen skalpellartigen Dorn, der sehr scharf ist und aufgerichtet zur Feindabwehr dient.
Paletten-Doktorfische sind mit zwei Jahren geschlechtsreif. Die Jungfische leben in kleinen Gruppen und verstecken sich vor Fressfeinden zwischen Korallen. Haie gehören zu den größten Feinden der Doktorfische.
Der Paletten-Doktorfisch gilt als giftloser Fisch, jedoch wurden toxische Entwicklungen nach einem Stich beim Menschen beobachtet. Bei einem Zwischenfall im Jahr 2012 in Hamburg wurde ein Mitarbeiter eines Zoohandels durch den Stich eines Paletten-Doktorfisches schwer verletzt. Stiche mit tödlichen Auswirkungen sind nicht bekannt.

## Im Film
Bekannt ist der Paletten-Doktorfisch insbesondere durch die Animationsfilme Findet Nemo (2003) und Findet Dorie aus dem Jahr 2016. Marlin, ein Anemonenfisch auf der Suche nach seinem Sohn Nemo, wird von Dorie, einem weiblichen Paletten-Doktorfisch, begleitet. Während Dorie im Film insbesondere durch ihr schlechtes Gedächtnis auffällt, sind Paletten-Doktorfische nicht dafür bekannt, ein schlechteres Gedächtnis zu haben als andere Fische. 